# Seitengleitflug

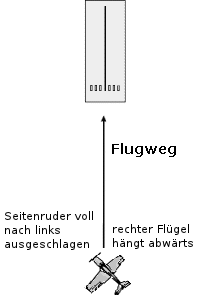
Grafische Darstellung des Seitengleitflugs

Der Seitengleitflug oder Slip (engl. side slip, franz. glissade, auch in der Deutschschweiz Glissade) ist eine spezielle stabile und voll steuerbare Fluglage. Er dient zumeist dem kontrollierten raschen Höhenabbau. Der Seitengleitflug ist bei allen Flugzeugen möglich, die dreiachsig aerodynamisch (also mit Rudern) gesteuert werden. Dabei wird der sonst unerwünschte Schiebeflug gezielt herbeigeführt: Das Flugzeug bewegt sich nicht mehr entlang seiner Längsachse, sondern deutlich „schräg gestellt“ durch die umgebende Luft und wird vom dann wesentlich höheren Luftwiderstand stark abgebremst.
Schnelles Sinken, z. B. für einen steilen Landeanflug, kann zwar auch mit steilerem Flugwinkel durch entsprechende Höhenrudersteuerung erreicht werden, aber dabei nimmt auch die Fluggeschwindigkeit zu. Der Seitengleitflug ermöglicht steiles Sinken ohne Geschwindigkeitszunahme, da der in dieser Fluglage stark erhöhte Luftwiderstand bremsend wirkt. Bevor es Störklappen gab, war Slippen die einzige Möglichkeit, beim Landeanflug in kurzer Zeit Höhe abzubauen, ohne die optimale Anfluggeschwindigkeit zu überschreiten. Eine andere Anwendung des Slips ermöglicht Seitenwindlandungen ohne Vorhaltewinkel.
Das Fliegen im Seitengleitflug bezeichnet man in der Fliegersprache, auch im deutschen Sprachraum, als slippen.

## Einleitung eines Slips
Die Einleitung eines Slips erfolgt in der Regel in Landekonfiguration mit dem Querruder bei einer Geschwindigkeit, die knapp über der für den jeweiligen Flugzeugtyp üblichen Anfluggeschwindigkeit (ohne Klappen) liegt. Ist die gewünschte Querneigung erreicht, wird mit dem Seitenruder gegengesteuert, worauf sich der stabile Slip von selbst einstellt. Bei vielen Segelflugzeugen unterstützt ein stark ausgeprägtes negatives Wendemoment das Einleiten: Eine Drehung um die Längsachse durch das Querruder führt von selbst zu einer entgegengesetzten Drehung um die Hochachse, die dann durch entsprechenden Seitenruderausschlag beibehalten wird.
Ein Seitengleitflug bei zu hoher Fahrt (aus Angst vor einem Strömungsabriss) bewirkt wesentlich höhere Ruderdrücke oder kann dazu führen, dass der Slip nicht stabil geflogen werden kann.
Die Richtungssteuerung im Slip erfolgt mit dem Querruder. Ein Vergrößern der Schräglage verursacht eine Drehung in Richtung der hängenden Fläche. Die Verringerung der Schräglage verursacht eine Drehung in die entgegengesetzte Richtung. Im Slip wird das Querruder also leicht in Sliprichtung und das Seitenruder meist bis zum Anschlag entgegen der Schräglage ausgeschlagen. Diese Ruderkombination ergibt einen stabilen Flugzustand, in den das Flugzeug auch nach einer Störung durch Böen zurückkehrt.
Zusammengefasst bedeutet das beispielsweise für den Rechtsslip:
- Querruder leicht rechts gehalten
- Seitenruderpedal voll links getreten
- Höhenruder leicht gezogen

Das Flugzeug gleitet in Landekonfiguration schräg zur Bahn, schiebend mit hängender, vorausgehender Tragfläche und verliert dadurch schnell an Höhe. Ein Strömungsabriss ist in dieser Konfiguration nicht zu befürchten, da sich die Anströmung des Tragflächenprofils nur wenig ändert.

## Ausleitung eines Slips
Die Ausleitung eines Slips erfolgt zuerst durch Wiederherstellung der normalen Horizontlage mit dem Höhenruder. Nachfolgend wird durch gleichzeitige Seiten- und Querruderbewegungen der Slip beendet und die Normalfluglage hergestellt. Beim Ausleiten ist zu beachten, dass es nicht zu aggressiv erfolgt und ausreichend Fahrt anliegt, da sich das Flugzeug im Slip nahe der Abreißgeschwindigkeit (Stallspeed) bewegt. Ansonsten kann es passieren, dass die hängende und beim Ausleiten zurückbleibende Fläche zu langsam wird, die Strömung dort abreißt und das Flugzeug über diese Fläche ins Trudeln abkippt.
Die Ausleitung eines Slips sollte im Falle eines Segelflugzeuges immer mit dem Nachlassen des Höhenruders beginnen, da dieses während des Seitengleitfluges häufig recht stark gezogen ist. Ein Ausleiten mit Quer- oder Seitenruder allein kann ein Segelflugzeug in einen überzogenen Flugzustand mit nachfolgendem Strömungsabriss bringen, aus dem es aufgrund der möglicherweise nur noch geringen Flughöhe über Grund keine Chance des Abfangens mehr gibt.

## Technische Erklärung
Das Höhenruder ist durch die seitliche Anströmung des Seitenruders und durch den großen Seitenruderausschlag nur noch etwa zu 60 % wirksam. Dieser Effekt setzt sich aus der Abschattung des Höhenruders durch das Seitenruder und der Druckverteilungsstörung durch den Seitenruderausschlag zusammen. Diese reduzierte Höhenruderwirksamkeit führt dazu, dass das Flugzeug nach dem Einleiten des Seitengleitflugs kopflastig wird. Um die Nase oben zu halten, muss deshalb nach dem Einleiten des Slips das Höhenruder gezogen werden.
Durch den jetzt quer gestellten Rumpf erhöht sich der Luftwiderstand erheblich, da der Flugzeugrumpf nicht mehr von vorne, sondern deutlich seitlich angeströmt wird. Weiter wird auch das Flügelprofil (siehe auch: Tragfläche) leicht seitlich angeströmt, was strömungstechnisch zu einer leichten Verringerung der Spannweite (auch da sich ein Teil des Flügels im Lee des Rumpfes befindet) und zu einer Veränderung (Verschlechterung) des Profils und damit einer Abnahme des Auftriebs führt.
Der Auftriebsverlust wird durch die Vergrößerung des Anstellwinkels ausgeglichen (Beibehaltung der Längsneigung), der Widerstand vergrößert sich und die Sinkrate nimmt zu. Beide Effekte führen zu einem deutlich steileren Gleitwinkel (Höhenverlust pro Flugstrecke).

## Ereignisse
- Eine Boeing 767 wurde auf Air-Canada-Flug 143 am 23. Juli 1983 mithilfe des Seitengleitflugs notgelandet, nachdem der Treibstoff aufgrund einer Fehlberechnung vorzeitig ausgegangen war.
- Ein Bombardier CRJ100 verunglückte auf dem Bombardier-Aerospace-Flug 388, nachdem es beim Seitengleitflug zum Deep Stall und daraufhin zum Kontrollverlust gekommen war.
- Eine Boeing 737 konnte bei Taca-International-Airways-Flug 110 durch einen leichten Seitengleitflug auf Gras notgelandet werden, nachdem beide Triebwerke ausgefallen waren.[1]

## Besonderheiten
Bei einigen Flugzeugmustern muss darauf geachtet werden, dass beim Slippen die Bremsklappen eingefahren sind, andere slippen nur stabil, wenn die Klappen ausgefahren sind. Die Höchstgeschwindigkeit im Slip liegt wesentlich unter derjenigen für Normalflug, da auf Rumpf und Steuerflächen im Slip erhebliche Kräfte wirken. Bei zu hoher Slipgeschwindigkeit besteht auch die Gefahr, aus dem stabilen Slip zu „fallen“.
Bei den meisten Flugzeugen wird bei nicht zu stark schwanzlastiger Schwerpunktlage die Höhenruderwirkung soweit eingeschränkt, dass auch bei voll gezogenem Steuerknüppel ein Überziehen im Slip nicht möglich ist. Daher muss vor dem Slippen das Flughandbuch auf Eigenarten des jeweiligen Fluggerätes inspiziert werden.
Es sollte  immer gegen den Wind geslippt werden, weil effektive Richtungsänderungen nur in Richtung des hängenden Flügels möglich sind. Entsprechend der Querlage überlagert ein Abrutschen den Schiebeflug. Dadurch beschreibt das Flugzeug um den tieferen Flügel einen Kurvenslip und kann sich bei Bedarf noch mehr in den Wind drehen. Außerdem bewegt sich die Nase des Flugzeuges auch beim Ausleiten zum Vorhalten wieder in den Wind.
Ein besonders langer und steiler Seitengleitflug wird scherzhaft als Kalifornischer Riesenslip bezeichnet. Flugzeuge, die keinen stabilen Slip ermöglichen, können mit dem sogenannten Wechselslip von den Schiebeflugeigenschaften profitieren.
Bei Flugzeugen mit Static Port (Fühler für den statischen Luftdruck) auf der Rumpfseite kommt es während eines Slips zu einer fehlerhaften Anzeige der Fluggeschwindigkeit, wenn infolge der Schrägstellung des Rumpfs der Static Port vom Fahrtwind angeblasen wird und dadurch einen zu hohen statischen Druck misst (siehe Geschwindigkeitsmessung bei Flugzeugen).
So wird bei Flugzeugen des Musters Cessna C150 mit Static Port auf der linken Rumpfseite bei einem Seitengleitflug links eine um 15 Knoten zu geringe Geschwindigkeit angezeigt.
Bei einigen Segelflugzeugen kann es bei einem steilen Slip zu einer Fahrtanzeige von nahezu 0 oder negativen Werten kommen. Hauptursache ist hierbei weniger das schräge Anblasen der statischen Druckabnahme, da diese bei Segelflugzeugen häufig aus vier um die hintere Rumpfröhre verteilten Bohrungen besteht. Vielmehr ist ein „Aussaugen“ des Staurohres (z. B. Schleicher ASK 21) oder eine Ablösung am Einlauf des Venturirohres (z. B. Schleicher Ka 2) zu beobachten. Der Pilot muss sich dann komplett auf seine Erfahrung und das Horizontbild verlassen. Insbesondere Flugschüler lassen sich in diesem Flugzustand durch wenig Erfahrung dazu verleiten, das Höhenruder im Seitengleitflug zu wenig zu ziehen. Nach dem Ausleiten ist das Flugzeug dann deutlich schneller als bei einer Landung üblich, wodurch der geplante Aufsetzpunkt verfehlt werden kann.